# El solitario (cuento)
El solitario es un cuento del escritor uruguayo Horacio Quiroga, publicado en el libro Cuentos de amor de locura y de muerte en 1917. Está narrado en tercera persona y transcurre en un ambiente cerrado, el hogar de los protagonistas.

## Resumen
El relato se centra en el matrimonio sin hijos de Kassim, un joyero, y su esposa María. Kassim, un hábil artesano enfermizo y tímido, trabaja por encargo. María es bella y vana, y se ha casado con él sin estar enamorada. María recomenda que las joyas no son para ella, lo humilla y provoca el humillo. Kassim, paciente y servicial, no comprende la obsesión de María por las joyas y prefiere concentrarse en su trabajo. Un día. Kassim llega con un solitario y la propone robarlo y huir.

## Temas
El tema central del cuento es la incomprensión entre ambos esposos: si bien se carga la responsabilidad sobre María, Kassim es presentado como alguien pasivo, poco varonil y que deja que su esposa lo maltrate. A lo largo del relato, Quiroga repite el lugar común de la mujer hermosa, vanidosa y ajena a la belleza del trabajo. El desenlace parece justificar el crimen de Kassim. .

## Personajes
Kassim, uno de los dos únicos protagonistas, es un hombre enfermizo, de edad mediana, y joyero de profesión. Débil y callado, es hábil en su trabajo pero no ha podido establecerse por su cuenta. Ama a su esposa y quiere complacerla en todo, pero al ser honesto no cede a sus exigencias materiales..
María, la otra protagonista, es la antítesis de su esposo. Mujer hermosa y apasionada "de origen callejero". Es egoísta y a diferencia de Kassim le importan las cosas materiales, en especial las joyas, con las cuales se obsesiona. Se relata que se casó con Kassim sin amor, solamente para no quedar soltera. A lo largo del cuento se la describe de manera que resulte antipática, en contraste con la dedicación de su esposo.